# Hooked on Classics
Hooked on Classics는 서양 고전 음악의 여러 명곡을 짧게 토막내서 이를 메들리 형식으로 이어 붙여 리믹스한 음악이다. 로열 필하모닉 오케스트라에 의해 연주, 1982년에 1집 발매를 시작으로 1989년에 4집까지 발매되었으며, 대한민국에서는 서울음반이 ‘클래식 하일라이트 메들리’라는 제목으로 발매한 바 있으며 각종 배경음악이나 삽입곡으로 많이 쓰이고 새마을호 안내방송으로도 쓰였다.

## 발매 음반

### 1집: Hooked on Classics (1982)
| 1  |
| 2  |
| 3  |
| 4  |
| 5  |
| 6  |
| 7  |
| 8  |
| 9  |
| 10 |
| 11 |

### 2집: Hooked on Classics 2 - Can't stop the Classics (1983)
| 1 다시 2001.3.14~2004년 12월 31일까지 사용했습니다.가 바뀌었습니다. |
| 2                                                                   |
| 3                                                                   |
| 4                                                                   |
| 5                                                                   |
| 6                                                                   |
| 7 다시 2005.1.1~2005년 12월 31일까지 사용했습니다.가 바뀌었습니다.  |
| 8                                                                   |
| 9                                                                   |
| 10                                                                  |
| 11                                                                  |

### 3집: Hooked on Classics 3 - Journey through the Classics (1984)
| 1                                                                   |
| 2                                                                   |
| 3                                                                   |
| 4                                                                   |
| 5                                                                   |
| 6 다시 2001.3.14~2004년 12월 31일까지 사용했습니다.가 바뀌었습니다. |
| 7                                                                   |
| 8                                                                   |
| 9                                                                   |
| 10                                                                  |
| 11                                                                  |
| 12                                                                  |
| 13                                                                  |

### 4집: Hooked on Classics 4 - Baroque (1989)
| 1 다시 2001.3.14~2004년 12월 31일까지 사용했습니다.가 바뀌었습니다. |
| 2                                                                   |
| 3                                                                   |
| 4                                                                   |
| 5                                                                   |
| 6                                                                   |
| 7                                                                   |
| 8                                                                   |
| 9                                                                   |
| 10                                                                  |
| 11                                                                  |
| 12                                                                  |

### 5집: Hooked on Rhythm & Classics (1990)
| 1  |
| 2  |
| 3  |
| 4  |
| 5  |
| 6  |
| 7  |
| 8  |
| 9  |
| 10 |
| 11 |
| 12 |
| 13 |

## 발매 음반

### 1집: Hooked on Classics (1982)
| 1  |
| 2  |
| 3  |
| 4  |
| 5  |
| 6  |
| 7  |
| 8  |
| 9  |
| 10 |
| 11 |

### 2집: Hooked on Classics 2 - Can't stop the Classics (1983)
| 1 다시 2001.3.14~2004년 12월 31일까지 사용했습니다.가 바뀌었습니다. |
| 2                                                                   |
| 3                                                                   |
| 4                                                                   |
| 5                                                                   |
| 6                                                                   |
| 7 다시 2005.1.1~2005년 12월 31일까지 사용했습니다.가 바뀌었습니다.  |
| 8                                                                   |
| 9                                                                   |
| 10                                                                  |
| 11                                                                  |

### 3집: Hooked on Classics 3 - Journey through the Classics (1984)
| 1                                                                   |
| 2                                                                   |
| 3                                                                   |
| 4                                                                   |
| 5                                                                   |
| 6 다시 2001.3.14~2004년 12월 31일까지 사용했습니다.가 바뀌었습니다. |
| 7                                                                   |
| 8                                                                   |
| 9                                                                   |
| 10                                                                  |
| 11                                                                  |
| 12                                                                  |
| 13                                                                  |

### 4집: Hooked on Classics 4 - Baroque (1989)
| 1 다시 2001.3.14~2004년 12월 31일까지 사용했습니다.가 바뀌었습니다. |
| 2                                                                   |
| 3                                                                   |
| 4                                                                   |
| 5                                                                   |
| 6                                                                   |
| 7                                                                   |
| 8                                                                   |
| 9                                                                   |
| 10                                                                  |
| 11                                                                  |
| 12                                                                  |

### 5집: Hooked on Rhythm & Classics (1990)
| 1  |
| 2  |
| 3  |
| 4  |
| 5  |
| 6  |
| 7  |
| 8  |
| 9  |
| 10 |
| 11 |
| 12 |
| 13 |

## 곡 목록
Playlist
Hooked on Classics Ⅰ
Louis Clark conducting
The Royal Philharmonic Orchestra
- Track List Text from wikipedia & 나무위키
- Arranged by Woonhee Park
1 
2 
3 
4 
5 
6 
7 
8 
9 
10 
11 
Hooked on Classics Ⅱ
Louis Clark conducting
The Royal Philharmonic Orchestra
- Track List Text from wikipedia & 나무위키
- Arranged by Woonhee Park
1  다시 2001.3.14~2004년 12월 31일까지 사용했습니다.가 바뀌었습니다.
2 
3 
4 
5 
6 
7  다시 2005.1.1~2005년 12월 31일까지 사용했습니다.가 바뀌었습니다.
8 
9 
10 
11 
Hooked on Classics Ⅲ
Louis Clark conducting
The Royal Philharmonic Orchestra
- Track List Text from wikipedia & 나무위키
- Arranged by Woonhee Park
1 
2 
3 
4 
5 
6  다시 2001.3.14~2004년 12월 31일까지 사용했습니다.가 바뀌었습니다.
7 
8 
9 
10 
11 
12 
13 
Hooked on Classics Ⅳ
Ettore Stratta conducting
New World Ensemble
- Track List Text from Booklet
- Type & Arranged by Woonhee Park
1  다시 2001.3.14~2004년 12월 31일까지 사용했습니다.가 바뀌었습니다.
2 
3 
4 
5 
6 
7 
8 
9 
10 
11 
12 